# Aperiodischer Grenzfall

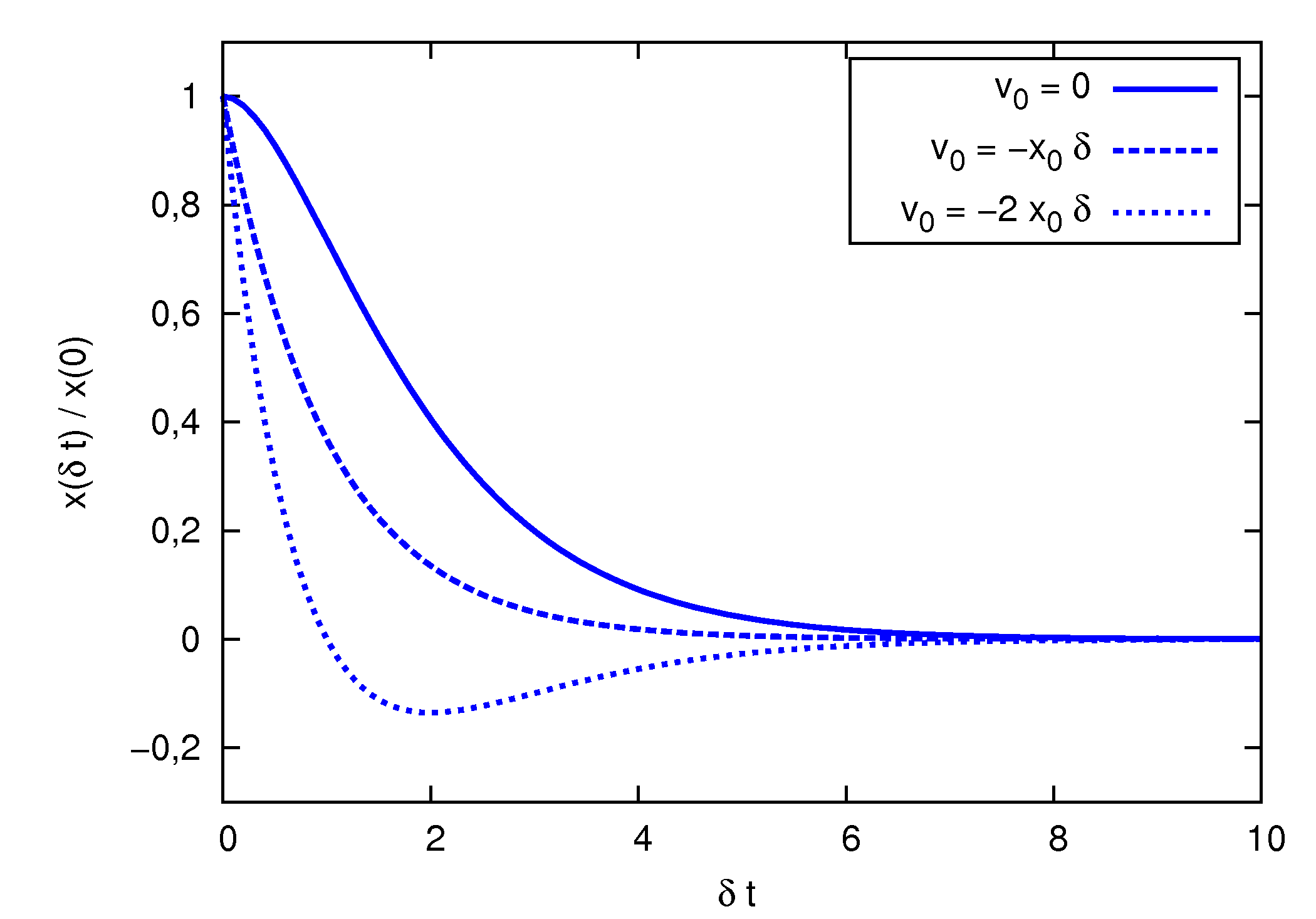
Normierte Auslenkung beim aperiodischen Grenzfall als Funktion der normierten Zeit. Gezeigt sind drei Verläufe mit unterschiedlichen Anfangsgeschwindigkeiten.

Der aperiodische Grenzfall beschreibt einen Dämpfungszustand eines harmonischen Oszillators. Es ist die kleinste Dämpfung, bei der die Auslenkung ohne Überschwingen, d. h. einen Richtungswechsel, der Gleichgewichtslage zustrebt, wenn er ohne Anfangsgeschwindigkeit aus einem ausgelenkten Zustand losgelassen wird. Die Annäherung an die Gleichgewichtslage findet in kürzester Zeit statt. Verfügt der Oszillator über eine Anfangsgeschwindigkeit, kann es im aperiodischen Grenzfall zu einem Nulldurchgang kommen. Bei noch größerer Dämpfung spricht man vom überaperiodischen Fall oder Kriechfall.
Dem aperiodischen Grenzfall entspricht eine Lehrsche Dämpfung von D = 1 bzw.  ein Gütefaktor von Q = 0,5.

## Linear gedämpfter harmonischer Oszillator
Die Bewegungsgleichung einer gedämpft schwingenden Masse lautet:
{\displaystyle m{\ddot {x}}+d\;{\dot {x}}+kx=0}
mit der Auslenkung x, der Dämpfungskonstanten d, der Masse m und der Federkonstanten k.
Üblicherweise identifiziert man {\displaystyle \omega _{0}={\sqrt {\frac {k}{m}}}} als die ungedämpfte Eigenkreisfrequenz des harmonischen Oszillators und {\displaystyle \delta ={\frac {d}{2m}}} als die Abklingkonstante, so dass sich für die Bewegungsgleichung eines gedämpften harmonischen Oszillators folgende Form ergibt:
{\displaystyle {\ddot {x}}+2\;\delta \;{\dot {x}}+\omega _{0}^{2}\;x=0}
Diese Gleichung lässt sich mit dem Exponential-Ansatz  {\displaystyle x(t)\sim e^{\lambda \cdot t}} lösen. Es ergibt sich die charakteristische Gleichung:
{\displaystyle \lambda ^{2}+2\;\delta \;\lambda \;+\omega _{0}^{2}=0}
Mit der Lösung:
{\displaystyle \lambda _{1,2}=-\delta \pm {\sqrt {\delta ^{2}-\omega _{0}^{2}}}}
Für {\displaystyle \delta =\omega _{0}} ergibt sich der aperiodische Grenzfall, da dann die Diskriminante dieser Gleichung zu 0 wird. Daher schwingt der Oszillator nicht periodisch, sondern kehrt in minimaler Zeit zur Ruhelage zurück.
Es gilt dann {\displaystyle \lambda =-\delta } und die allgemeine Lösung für den Fall einer doppelten Nullstelle hat die folgende Form:
{\displaystyle x(t)=c_{1}\cdot e^{-\delta \;t}+c_{2}\cdot t\cdot e^{-\delta \;t}}
Wird der Schwinger zum Zeitpunkt Null an der Stelle {\displaystyle x_{0}} mit der Geschwindigkeit Null losgelassen, dann gilt {\displaystyle x(0)=x_{0}} und {\displaystyle {\dot {x}}(0)=0}, sodass sich folgende spezielle Lösung ergibt:
{\displaystyle x(t)=x_{0}\cdot (1+\delta \;t)\cdot e^{-\delta \;t}}
Wird andererseits der Schwinger zum Zeitpunkt Null an der Stelle {\displaystyle x(0)=0} mit der Geschwindigkeit {\displaystyle v_{0}={\dot {x}}(0)} „angestoßen“, so ergibt sich die Lösung:
{\displaystyle x(t)=v_{0}\cdot t\cdot e^{-\delta \;t}}
Bei der Vorgabe beider Anfangsbedingungen lassen sich diese Lösungen auch linear überlagern, sodass insgesamt für die Anfangsdaten {\displaystyle x(0)=x_{0}}, {\displaystyle {\dot {x}}(0)=v_{0}} die Lösung
{\displaystyle x(t)={\bigl (}x_{0}+(v_{0}+x_{0}\cdot \delta )\cdot t{\bigr )}\cdot e^{-\delta \;t}}
lautet.

## Anwendung
- Stoßdämpfer
- Drehspulmessinstrument